# Giessen (Hollande-Méridionale)
Pour les articles homonymes, voir Giessen.
La Giessen est une rivière de marais dans la partie est de l'Alblasserwaard. Elle naît dans les anciens marais près de Noordeloos et poursuit son cours vers le sud-ouest. Elle traverse notamment Giessenburg, Giessen-Oudekerk, auxquels elle a donné son nom. À Hardinxveld-Giessendam elle se jette dans la Merwede.
La rivière a conservé ses méandres et un parcours pittoresque, qui rappelle la Linge. Elle se prête aux loisirs de l'eau : navigation de plaisance, natation et, en hiver, patinage. La région de la Giessen constitue une zone d'habitation très recherchée, au point qu'on trouve des habitations sur la plus grande partie des rives fluviales.
Depuis 1946, tous les deux ans (années paires), un cortège de bateaux illuminés (gondelvaart) est organisé le deuxième samedi de septembre.

## Source
- (nl) Cet article est partiellement ou en totalité issu de l’article de Wikipédia en néerlandais intitulé « Giessen (rivier) » (voir la liste des auteurs).